# NGC 3136
NGC 3136 (другие обозначения — ESO 92-8, PGC 29311) — эллиптическая галактика (E) в созвездии Киля. Открыта Джоном Гершелем в 1835 году.
В галактике наблюдаются пылевые полосы. В ней присутствует активное ядро, возможно, типа LINER, а также есть другие источники фотоионизации. Наблюдения в эмиссионных линиях H-альфа и ионизованного азота показывают присутствие протяжённых структур вблизи ядра. Излучение в эмиссионных линиях может частично объясняться наличием областей H II в центре.
Этот объект входит в число перечисленных в оригинальной редакции «Нового общего каталога».